# Windpark Himmelberg
Der Windpark Himmelberg befindet sich auf dem 820 m hohen Himmelberg bei Melchingen, einem Stadtteil von Burladingen im Zollernalbkreis in Baden-Württemberg.
Die Windverhältnisse an dem Standort auf der Schwäbischen Alb betragen im Durchschnitt etwa 5,6 m/s in Nabenhöhe der Anlagen.
Der Windpark besteht aus drei Windkraftanlagen des dänischen Herstellers NEG Micon, der 2004 von Vestas übernommen wurde. Die Windräder des Typs Micon M1500-600 tragen die Namen Eos, Aiolos, und Helios. Mit einer Nabenhöhe von 46 m, einem Rotordurchmesser von 43 m und einer Nennleistung von je 600 kW gehören diese Anlagen inzwischen zu den leistungsschwächsten Anlagen. Ein Ersatz durch moderne stärkere Anlagen (Repowering) ist nicht vorgesehen und am ortsnahen Standort auch nicht möglich. Die Anlagen sollen am Ende ihrer etwa 30-jährigen Lebensdauer (ca. 2025) ersatzlos abgebaut werden.
Bei seiner Inbetriebnahme im Jahr 1995 war der Windpark der erste in Baden-Württemberg, wenngleich es zu diesem Zeitpunkt bereits mehrere Einzelanlagen im Bundesland gab. Der Bau des damals 3,4 Mio. DM teuren Projekts wurde vom Land Baden-Württemberg finanziell gefördert. Auch das Bundesministerium für Bildung, Wissenschaft, Forschung und Technologie unterstützte den Windpark im Rahmen des damaligen 250-MW-Wind-Programms. Die Anlagen versorgen rund 800 Haushalte mit Strom aus Windkraft.

## Weblinks

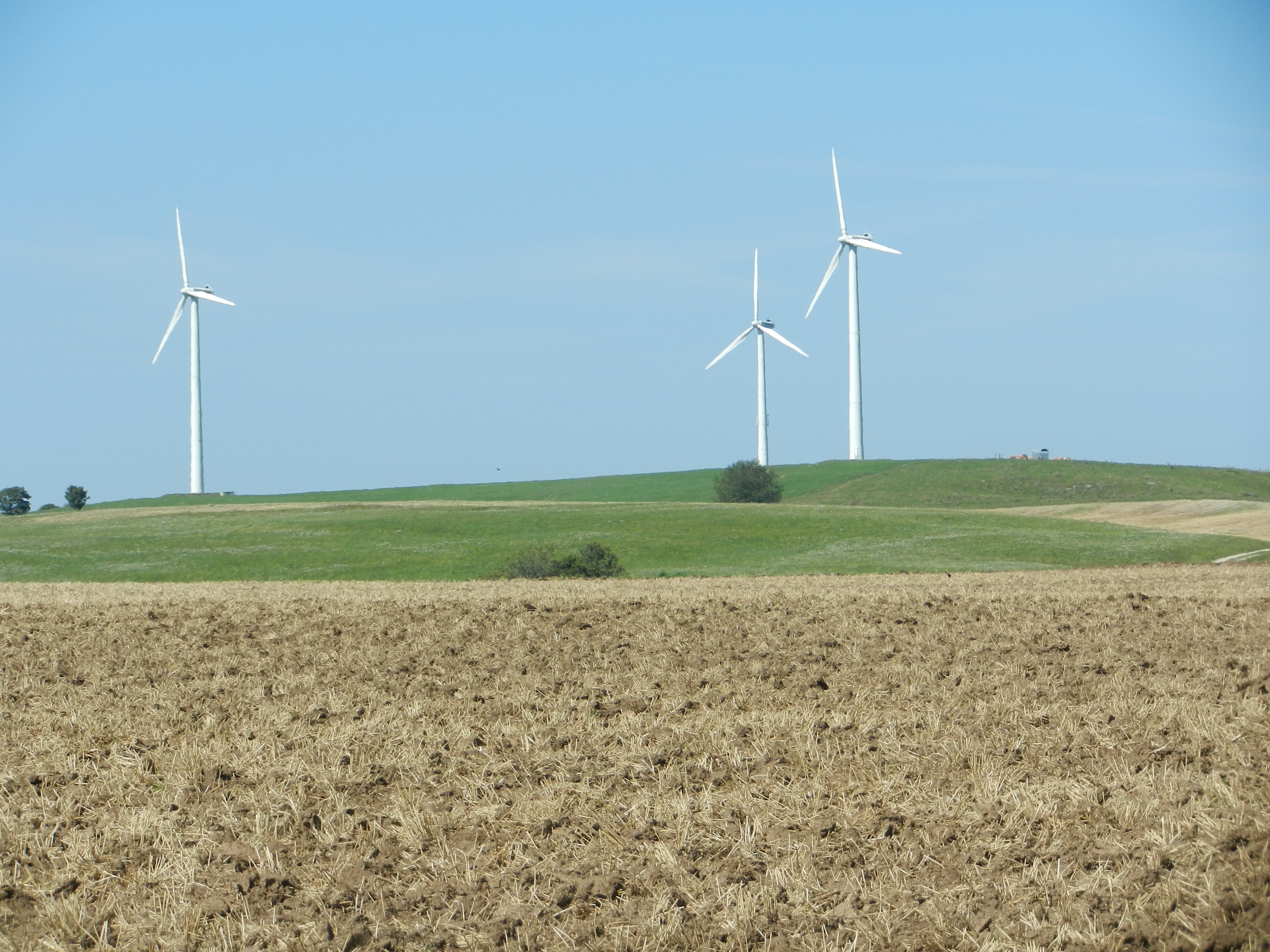
Ansicht von Süden